# Sikaiana lycotas
Sikaiana lycotas är en insektsart som beskrevs av Ronald Gordon Fennah 1969. Sikaiana lycotas ingår i släktet Sikaiana och familjen Derbidae. Inga underarter finns listade i Catalogue of Life.